# Федоренко, Лидия Прокофьевна
Ли́дия Проко́фьевна Федоре́нко (12 [25] ноября 1912, Меловое, Харьковская губерния — 23 апреля 1995, Москва) — советский педагог, лингвист; доктор педагогических наук, профессор; создатель оригинальной методики преподавания русского языка; основатель научной школы развития речи учащихся и совершенствования речетворческой системы обучаемых — речевого аппарата, речевых механизмов мозга, эмоциональной сферы, памяти; автор учебников по русскому языку для учащихся 4-8 (5 — 9) классов; автор учебников по русскому языку для педагогических и профессиональных училищ; автор практикума по орфографии и пунктуации для вузов; создатель учебников по методике обучения русскому языку и развитию речи для вузов.

## Биография
Лидия Прокофьевна Федоренко родилась 12 (25) ноября 1912 года в селе Меловое (ныне — в Купянском районе Харьковской области).
По окончании средней школы работала учительницей 1-го класса в селе Большая Даниловка под Харьковом. Училась в Харьковском университете, затем — в Ростовском педагогическом институте. Работала учителем русского языка на руднике Тавричанка под Владивостоком (1936—1939) и в Москве (1939—1945). С 1945 по 1947 год — директор советской средней школы при Вице-консульстве СССР в Пехлеви (Иран).
В 1951 г. окончила аспирантуру НИИ методов обучения АПН РСФСР. Преподавала в Загорском педагогическом институте (доцент, 1951—1954), затем работала старшим научным сотрудником сектора школ рабочей молодёжи НИИ методов обучения АПН РСФСР (1953—1967).
В 1967—1992 гг. — профессор кафедры методики преподавания русского языка и литературы Московского областного педагогического института имени Н. К. Крупской. Одновременно заведовала лабораторией методики русского языка в НИИ школ РСФСР (1968—1973).
Читала специальные курсы по методике преподавания русского языка в Тобольском, Воронежском, Петропавловском, Южно-Сахалинском и других педагогических вузах страны; инспектировала преподавание методики русского языка в вузах страны.
Возглавляла секцию русского языка и литературы в Госпрофобре СССР.

### Семья
Муж — С. А. Хоробров (погиб на войне 5.3.1942).
- дети — умерли в годы Великой Отечественной войны.

## Научная деятельность
Области научных интересов: методика преподавания русского языка в средней школе; методика развития речи детей дошкольного возраста; специфика обучения взрослых; использование новых технологий при обучении русскому языку в училищах; проблемы исследовательской работы в школе и вузе; пропедевтика методических умений в процессе изучения в вузе орфографии и пунктуации и др.
В 1951 г. защитила кандидатскую диссертацию («Методика развития речи и мышления учащихся в связи с изучением грамматики»), в 1966 году — докторскую диссертацию в Ленинградском государственном педагогическом институте имени А. И. Герцена («Принципы и методы обучения русскому языку»).
Уже в первом пособии, вышедшем в 1955 году, Л. П. Федоренко представила систему занятий по грамматической теме в тесной связи с развитием речи, неоднократно и успешно проверенную в школьной практике. Созданные ею многочисленные учебники и методические пособия отличаются богатством дидактического материала и методологической глубиной, неоднократно переиздавались. В учебниках Л. П. Федоренко современный учитель может найти:
- дидактически целесообразный отбор лингвистических сведений для каждого класса;
- образцовый в языковом отношении дидактический материал;
- оригинальную методическую систему подачи материала, развития интеллекта, памяти, внимания, эмоциональной сферы психики школьников и пр.

В Москве, Свердловской, Ленинградской, Псковской и Кировской областях провела эксперимент, в ходе которого были апробированы созданные ею учебники по русскому языку для 4-9 классов и подтверждена разработанная ею теория развивающего обучения русскому языку, включающая:
- методику развития лингвистических способностей учащихся, подчиняющуюся задачам развития речевых навыков и интеллектуальных способностей школьников;
- методику развития чувства языка;
- методику развития монологической речи школьников и др.[3]

Описала закономерности усвоения родной речи, вошедшие в первый «Словарь-справочник по методике русского языка» М. Р. Львова, — «объективно существующая зависимость результатов усвоения речи от степени развитости речетворческой системы человека, её отдельных органов (периферийного речевого аппарата, его мускулатуры, речевых механизмов мозга, памяти)». Под развитием понимается как процесс становления, так и способность совершенствования интеллекта, эмоциональной сферы мозга, памяти. Из закономерностей усвоения родной речи вытекают методические принципы обучения и определяемые ими методические средства, методы и приёмы обучения, позволяющие предвидеть результаты обучения:
- принцип внимания к материи языка, к физическому развитию органов речи;
- принцип понимания языковых значений и синхронного развития лексических и грамматических навыков;
- принцип оценки выразительности речи, или различения сообщающей и стилистической функции языковых знаков;
- принцип развития чувства языка, или языкового чутья;
- принцип опережающего развития устной речи перед письменной, сопоставления письменной речи с устной в процессе усвоения письма[5].

Открытые Л. П. Федоренко закономерности усвоения родной речи и вытекающие из них принципы обучения, описание развивающего потенциала развивающей речевой среды, описанные ею технологии обучения русскому языку и развития речи на разных возрастных этапах, подходы к отбору дидактического материала, к воспитанию обучаемых являются серьёзным вкладом в теорию методики преподавания русского языка XX века, стратегическим направлением методики обучения и воспитания в будущем.
Сотрудничала с Высшей аттестационной комиссией СССР (экспертиза исследований по методике русского языка). Входила в состав экспертных советов по защите диссертаций в НИИ ПРЯНШ АПН СССР, в институте им. А. С. Пушкина, в МОПИ им. Н. К. Крупской. Была членом редколлегии журнала «Русский язык в школе».

### Избранные труды
Источник — электронные каталоги РНБ
- Крючков С. Е., Федоренко Л. П., Чешко Л. А. Грамматика и правописание : Пособие для 5-8 классов вечерней (сменной) общеобразовательной средней школы. — М.: Учпедгиз, 1960.
- Крючков С. Е., Федоренко Л. П., Чешко Л. А., Максимов Л. Ю. Русский язык для 5-8 классов вечерней (сменной) школы. — М.: Просвещение, 1976.
- Кузнецова Л. К., Федотова Ю. Г., Федоренко Л. П. Контрольные работы по методике русского языка : Учеб. пособие для студентов-заочников факультетов русского языка и литературы педагогических институтов. — М.: Просвещение, 1981. — 127 с. — 25000 экз.
- Лотарев В. К., Федоренко Л. П. Родной язык : Пособие для учащихся дошкольных пед. училищ. — М.: Просвещение, 1970. — 351 с. — 100000 экз.
  - Лотарев В. К., Федоренко Л. П. Родной язык : Учеб. пособие для пед. училищ. — 2-е изд., доп. — М.: 1973.
- Федоренко Л. П. Анализ теории и практики методики обучения русскому языку : Учебное пособие. — Курск: Изд. КГПИ, 1994.
- Федоренко Л. П. Закономерности усвоения родной речи. — М.: Просвещение, 1984. — 159 с. — 18000 экз.
- Федоренко Л. П. Методическое руководство по русскому языку для преподавателей. — М.: Высшая школа, 1983. — 96 с. — 25000 экз.
  -  — 2-е изд., перераб. — М.: Высшая школа, 1987. — 125 с. — 29000 экз.
- Федоренко Л. П. Методы обучения русскому языку в вечерней (сменной) школе : (V—VIII классы). — М.: Изд. АПН РСФСР, 1961. — 120 с. — 13100 экз.
- Федоренко Л. П. Об итогах обучающего эксперимента по русскому языку в 4-8 классах в 1968-73 гг. // Из опыта работы по развитию речи : Сб. ст. по матер. науч.-практ. конф. / Под ред. К. Г. Орловой. — М.: НИИ школ РСФСР, 1973.
- Федоренко Л. П. Общие сведения о простом предложении : Выражение главных членов предложения : Выражение второстепенных членов предложения : Сложноподчиненные предложения с союзами и союзными словами // Хлебникова А. В., Фирсов Г. П., Федоренко Л. П. Уроки русского языка в V—VII классах. — М.: Учпедгиз, 1956. — 3-е изд. — Ч. 2.
- Федоренко Л. П. Пособие для самостоятельного изучения правил русской орфографии учащимися средних профтехучилищ. — М.: Высшая школа, 1982. — 159 с. — 80000 экз.
- Федоренко Л. П. Предлог : Союз : Частицы : Междометие // Хлебникова А. В., Фирсов Г. П., Федоренко Л. П. Уроки русского языка в V—VII классах. — М.: Учпедгиз, 1956. — 3-е изд. — Ч. 1.
- Федоренко Л. П. Преподавание русского языка в V классе школы рабочей молодежи. — М.: Изд-во АПН РСФСР, 1956. — 176 с. — 9000 экз.
- Федоренко Л. П. Преподавание русского языка в VI классе школы рабочей молодежи. — М.: Изд-во АПН РСФСР, 1958. — 232 с. — 6500 экз.
- Федоренко Л. П. Преподавание русского языка в VII классе вечерней (сменной) школы. — М.: Изд-во АПН РСФСР, 1960. — 212 с. — 12500 экз.
- Федоренко Л. П. Принципы и методы обучения русскому языку : Пособие для студентов пед. ин-тов. — М.: Просвещение, 1964. — 255 с. — 35 000 экз.
- Федоренко Л. П. Принципы обучения русскому языку. — М.: Просвещение, 1973. — 160 с. — 100 000 экз.
- Федоренко Л. П. Программа средней школы рабочей молодежи : Русский язык : V—VII классы. — М.: Изд. АПН РСФСР, 1957.
- Федоренко Л. П. Программы вечерней (сменной) общеобразовательной школы : Русский язык и литература. — М.: Учпедгиз, 1958.
- Федоренко Л. П. Простое предложение : Учебные материалы для VI класса школ рабочей молодежи. — М.: Изд-во АПН РСФСР, 1956. — 71 с. — 300 экз.
- Федоренко Л. П. Развитие речи учащихся на уроках грамматики в связи с изучением сложноподчиненного предложения в VII классе / Под ред. Н. С. Рождественского. — М.: Изд-во АПН РСФСР, 1955. — 81 с. — 15 000 экз.
- Федоренко Л. П. Русский язык : Учеб. пособие для V—VIII классов заоч. общеобразовательной сред. школы и для самообразования / Под ред. С. Г. Бархударова. — М.: Просвещение, 1965. — 416 с. — 110000 экз.
  -  — 4-е изд. — М.: Просвещение, 1968. — 416 с. — 80000 экз.
- Федоренко Л. П. Русский язык : IV класс. — М.: Просвещение, 1968. — 263 с. — 18000 экз.
- Федоренко Л. П. Русский язык : V—VI классы. — М.: Просвещение, 1969. — 320 с. — 18000 экз.
- Федоренко Л. П. Русский язык : VII класс / Под ред. Ф. П. Филина и М. В. Панова. — М: Просвещение, 1971. — 152 с. — 20000 экз.
- Федоренко Л. П. Русский язык : VIII класс. — М.: Просвещение, 1972. — 96 с. — 20000 экз.
- Федоренко Л. П. Упражнения для закрепления знаний по грамматике. — М.: Учпедгиз, 1955. — 72 с. — 15000 экз.
- Федоренко Л. П., Кузнецова Л. К., Федотова Ю. Г. Контрольные работы по методике преподавания русского языка. — М.: Просвещение, 1987.
- Федоренко Л. П., Кузнецова Л. К., Федотова Ю. Г. Тематика курсовых работ по методике русского языка : Учебное пособие для студентов-заочников IV курса факультета русского языка и литературы педагогических вузов. — М.: Просвещение, 1982.
- Федоренко Л. П., Лотарев В. К. Практикум по орфографии и пунктуации : Учеб. пособие для пед. ин-тов. — М.: Просвещение, 1979. — 208 с. — 110000 экз.
- Федоренко Л. П., Фомичева Г. А., Лотарев В. К. Методика развития речи детей дошкольного возраста. — М.: Просвещение, 1977. — 239 с. — 180000 экз.
  - Федоренко Л. П., Фомичева Г. А., Лотарев В. К., Николаичева А. Н. Методика развития речи детей дошкольного возраста. — 2-е изд., дораб. — М.: Просвещение, 1984. — 240 с. — 340000 экз.

### Отзывы
Л. П. Федоренко считается выдающимися методистом XX века, классиком отечественной лингводидактики.

[докторская диссертация Л. П. Федоренко] стала откровением для многих методистов, а её монография («Принципы и методы обучения русскому языку») — настольной книгой и руководством к поиску исходных, объективных данных в области усвоения родного языка для построения исследовательской программы.— Т. К. Донская

Учебники Л. П. Федоренко перестраивали преподавание основ лингвистики, ставя в основу преподавания речь учащегося и его опыт общения в мире родного языка.— Л. П. Еремеева

Все же нельзя не признать, что свою школу создала лишь Л. П. Федоренко — это А. П. Еремеева, Е. В. Архипова, Т. М. Зыбина и др. На принципы, сформулированные Л. П. Федоренко, ориентируются также авторы вузовских учебных пособий по методике русского языка, выпущенных за последние три десятилетия.— член-корреспондент РАО М. Р. Львов